# Mauritskerk
De Mauritskerk is de protestantse kerk van IJzendijke, gelegen aan Kerkstraat 2.
Deze kerk, die van 1612-1614 werd gebouwd, was het eerste kerkgebouw in Zeeland dat specifiek voor de protestantse eredienst werd gebouwd. In Nederland is slechts één ouder kerkgebouw met die specifieke functie aanwezig, en wel te Willemstad, de Koepelkerk (gebouwd van 1596-1607).

## Geschiedenis
Hoewel het stadje IJzendijke een voorloper heeft gekend, is deze door inundatie verdwenen. In 1604 werd een schans in de nabijheid van het huidige IJzendijke door Prins Maurits veroverd. Er werd een vesting gebouwd onder leiding van Simon Stevin. Al in 1605 werd een predikant beroepen, die aanvankelijk de diensten leidde in een woonhuis.
Van 1612-1614 werd uiteindelijk een kerk gebouwd. Aanvankelijk was dit een zaalkerk op een regelmatig achtzijdige plattegrond, die sterke overeenkomst vertoont met de reeds genoemde Koepelkerk. In 1656-1659 werd de kerk vergroot tot een langwerpig achtkant, waartoe de drie westelijke zijden moesten worden gesloopt. Het oorspronkelijke tentdak met centraal torentje bleef bewaard. Deze werkzaamheden werden waarschijnlijk uitgevoerd onder leiding van Sebastiaan de Roy. In het torentje hangt een klok die gegoten werd door Michael Burgerhuys, en ook een carillon. In 1949 werd het kerkje gerestaureerd, evenals in 2014.
Tegenwoordig is het kerkje eigendom van de Stichting Mauritskerk IJzendijke, maar er worden -naast culturele manifestaties- nog steeds protestantse diensten in het kerkje gehouden. Sinds de sluiting van de Onze-Lieve-Vrouw Hemelvaartkerk in 2017 worden er in het gebouw tevens Rooms-katholieke diensten gehouden.

## Inventaris
Het kerkje heeft een open zoldering, waar in de 19e eeuw een vlak plafond was aangebracht.
De kerk bevat een aantal grafzerken van de plaatselijke notabelen. De meeste zijn 17e-eeuws, en de zerk van 1561 is van elders afkomstig. Bij de ingang bevindt zich een gedenksteentje dat de stichting van de kerk in 1612 memoreert:
DOET WEL BY ZYON
NAER UWE GENADE
BOUWET DE MUERE
TE YERUSALEM
A. psalm 51 1612

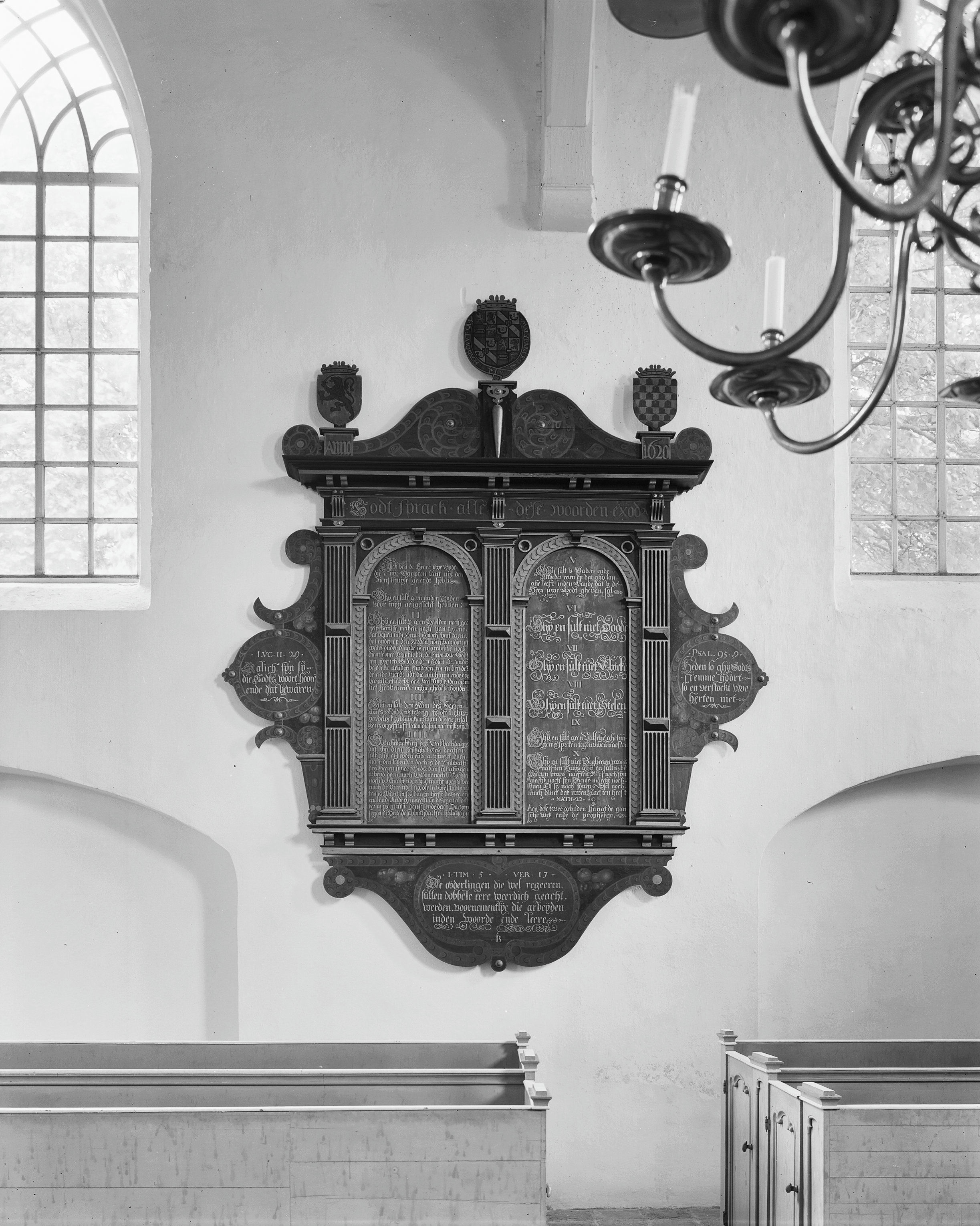
Tiengebodenbord

Toen in 1623 een aanval van de Spanjaarden werd afgeslagen werd dit gememoreerd middels een gedenkbord met het vers:
God heeft ghemaect te niet
D’aenslagh onzer vianden
Waervan men noch hier siet
Kurck en leer ’t harer schanden
De laatste zin heeft betrekking op het daar tentoongestelde stuk kurk en een stuk van een ladder (leer), door de Spaanse troepen gebruikt om de grachten over te steken.
Het tiengebodenbord is van 1620, uit welk jaar nog een gedenkbord stamt. Het doophek is van 1815 en het orgel, gebouwd door G.C.F. Witte, van 1872. De glas-in-loodramen, waaronder één dat nog door de jonge Prins Willem III werd geschonken, gingen verloren bij een Duits bombardement in 1940. Een fragment van het Willem III-raam is in 1993 weer opnieuw in de kerk aangebracht.